# Дарко Пајовић
Дарко Пајовић (Подгорица, ФНРЈ, 24. новембар 1972) црногорски је политичар и дипломата. Бивши је амбасадор Црне Горе у Народној Републици Кини као и председник Скупштине Црне Горе. Био је оснивач и председник Позитивне Црне Горе.

## Биографија
Дипломирао је на Природно-математичком факултету, одсеку за биологију, на Универзитету Црне Горе. Стручно усавршавање из области вантелесне оплодње (хумана репродукција) обавио је у Универзитетском клиничком центру у Марибору, Словенија. По занимању је дипломирани биолог-ембриолог.
Радно искуство започео као професор биологије у Гимназији “Петар I Петровић Његош” у Даниловграду. Данас ради као ембриолог у здравственој установи за вантелесну оплодњу „ Живот” у којој је 2003. године у лабораторијским условима зачета прва црногорска „ беба из епрувете”. Члан је Европског друштва за хуману репродукцију и ембриологију од 2004. године
Друштвени ангажман започео је као активиста у цивилном сектору. Оснивач је и дугогодишњи директор НВО Зелени дом. Током дванаестогодишњег искуства у цивилном сектору био је члан Националног савета за одрживи развој, Комисије за сарадњу са УНЕСКО-м, члан Комисије за социо-економске и политике животне средине, члан Међународне уније за заштиту природе (ИУЦН) итд. Студијски  је боравио и стручно се усавршавао у више европских држава (Норвешка, Аустрија, Словенија итд.) као и у САД. 

## Политичка каријера
На функцију  председника Позитивне Црне Горе, изабран је на оснивачком конгресу 2012. године. Исте године је постао посланик. Био је члан Одбора за безбедност и одбрану, Одбора за антикорупцију и Одбора за међународне односе и исељенике.
Говори енглески језик, ожењен је и отац троје деце.